# أليسيا موريلي
أليسيا ماوريلي (من مواليد 22 أغسطس 1996) هي لاعبة جمباز إيقاعية إيطالية قائدة المجموعة منذ عام 2016. وهي الحائزة على الميدالية البرونزية الشاملة للمجموعة الأولمبية لعام 2020، وحصلت مرتين (2014 ، 2018) على الميدالية الفضية الشاملة للمجموعة العالمية وثلاثة - الميدالية الفضية الشاملة للمجموعة الأوروبية (2014، 2018، 2021)، فازت بميدالية برونزية في المجموعة الإيقاعية الشاملة للسيدات في دورة الألعاب الأولمبية الصيفية 2020.
كانت ضمن الفريق الوطني منذ عام 2014، صعدت ماوريلي إلى الصدارة على الساحة الدولية في دورة الألعاب الأولمبية الصيفية 2016، حيث حصلت هي وزميلتها لاعبة الجمباز الإيقاعي صوفيا لودي، كاميلا باترياركا، مارتا باجنيني، مارتينا سينتوفانتي على مجموع نقاط 35.549 في المجموعة. من الأطواق والأشرطة والهراوات للمركز الرابع في النهائي مما أدى إلى تراجع فريقها عن منصة التتويج (والمركز الثاني) بما يقرب من عُشر نقطة.